# SonoSite
SonoSite ist ein amerikanisches Unternehmen der Medizintechnik und weltweit führender Anbieter für tragbare Ultraschallgeräte.
Das Unternehmen mit Hauptsitz in der Nähe von Seattle ist weltweit durch zehn Niederlassungen und ein Vertriebsnetzwerk in über 75 Ländern vertreten.

## Ursprünge
SonoSite entstand im Jahre 1998 als Spin-off der ATL Ultrasound Inc. aus einer ursprünglich 1996 von der Defense Advanced Research Projects Agency (DARPA) ausgegangenen Initiative zur Entwicklung eines mobilen Ultraschallgerätes zum Einsatz in Kriegsgebieten. Im Mai 1999 brachte SonoSite sein erstes Produkt, das SonoSite 180 für die interdisziplinäre Bildgebung, auf den Markt.
SonoSite hat in Japan den renommierten Good Design Award 2006 für das MicroMaxx-System und in Hannover den iF Product Design Award 2008 für die neue S-Serie gewonnen. Die Geräte der S-Serie sind außerdem für den Designpreis 2009 nominiert.

## Trivia
Systeme der Firma sind unter anderem in Fernsehserien wie z. B. Emergency Room – Die Notaufnahme oder Doctor’s Diary im klinischen Einsatz zu sehen.
Am Sitz der deutschen Niederlassung in Erlangen betrieb SonoSite bis 2011 auch ein TrainingCenter für Ultraschall-Workshops für interessierte Ärzte.

## Übernahme
Am 15. Dezember 2011 wurde die Übernahme durch Fujifilm bekanntgegeben.

## Belege
1. ↑  Archivierte Kopie (Memento des Originals vom 4. Januar 2012 im Internet Archive)  Info: Der Archivlink wurde automatisch eingesetzt und noch nicht geprüft. Bitte prüfe Original- und Archivlink gemäß Anleitung und entferne dann diesen Hinweis.